# Bágyogszovát
Bágyogszovát là một thị trấn thuộc hạt Győr-Moson-Sopron, Hungary. Thị trấn này có diện tích 24,06 km², dân số năm 2010 là 1306 người, mật độ 54 người/km².